# Under the Influence: A Tribute to the Legends of Hard Rock
Under the Influence: A Tribute to the Legends of Hard Rock es el segundo EP de la banda de metalcore Asking Alexandria. Fue lanzado el 28 de noviembre de 2012, por Sumerian Records y contiene varias interpretaciones de canciones de bandas de hard rock, además del tema «Run Free», incluido en el tercer álbum de estudio de la banda, From Death to Destiny (2013).

## Lista de canciones
| N.º | Título                                         | Duración |  |
| 1.  | «Separate Ways (Worlds Apart)» (Journey cover) | 5:23     |  |
| 2.  | «Kickstart My Heart» (Mötley Crüe cover)       | 4:20     |  |
| 3.  | «Here I Go Again» (Whitesnake cover)           | 5:10     |  |
| 4.  | «Hysteria» (Def Leppard cover)                 | 5:25     |  |
| 5.  | «Run Free»                                     | 4:13     |  |

## Créditos
- Sam Bettley: bajo.
- Ben Bruce: guitarra principal, coros, programación.
- James Cassells: batería, percusión.
- Cameron Liddell: guitarra rítmica.
- Danny Worsnop: vocalista, programación, teclados, sintetizadores.